# Playoffs da NBA de 2017
Os Playoffs da NBA de 2017 é o torneio da pós-temporada da Temporada da NBA de 2016-17, que começou em outubro de 2016. Os playoffs de 2017 iniciaram em 15 de abril, e foi encerrado com o Golden State Warriors ganhando do Cleveland Cavaliers 4 jogos a 1 nas Finais da NBA, o terceiro encontro consecutivo nas finais. Kevin Durant foi nomado o Jogador Mais Valioso das Finais da NBA (NBA Finals MVP) em seu primeiro ano no time.
Os Warriors quebraram o recorde de maior duração de vitórias consecutivas nos playoffs (15) e a melhor porcentagem de vitórias (16–1) na história dos playoffs da NBA.